# Jan Moravec
Jan Moravec (* 13. Juli 1987 in Svitavy) ist ein tschechischer Fußballspieler. Er steht beim tschechischen Zweitligisten FC Zbrojovka Brünn unter Vertrag und wird im Mittelfeld eingesetzt.

## Karriere
Moravec spielte seit 2002 in der Jugend der Bohemians Prag 1905. Im Sommer 2006 wurde er in deren Profikader aufgenommen, kam allerdings erst in der Saison 2007/08 zu seinem Profidebüt. In dieser Saison stieg er mit den Bohemians in die zweite tschechische Liga ab und kam in der Saison 2008/09 nur zu sporadischen Einsätzen. Erst in der Saison 2010/11 – die Bohemians Prag waren zwischenzeitlich wieder aufgestiegen – wurde Jan Moravec Stammspieler.
Nach neun Jahren wechselte er im Sommer 2015 ablösefrei zum Zweitligisten MFK Karviná. In seiner Debütsaison gelang Moravek mit dem Verein erstmals der Aufstieg in die erste Liga. Beim MFK Karviná avancierte er zu einem wichtigen Leistungsträger und Publikumsliebling. Im Sommer 2020 wechselte er zum Ligakonkurrenten FC Zbrojovka Brünn. Mit diesem stieg er in der Saison 2020/21 in die Zweitklassigkeit ab.